# Brassall
Brassall is een plaats in de Australische deelstaat Queensland. Deze plaats telt 9245 inwoners (2011).